# Rio Barra Grande
Le rio Barra Grande est une rivière brésilienne de l'État de Santa Catarina, et un affluent du río Uruguay.

## Géographie
Il naît non loin du centre la municipalité de Cunha Porã. Il s'écoule du nord au sud, marquant au passage la frontière entre les municipalités de Palmitos et Cunhataí, avant de se jeter dans le rio Uruguai. Il mesure environ 25 km de longueur.

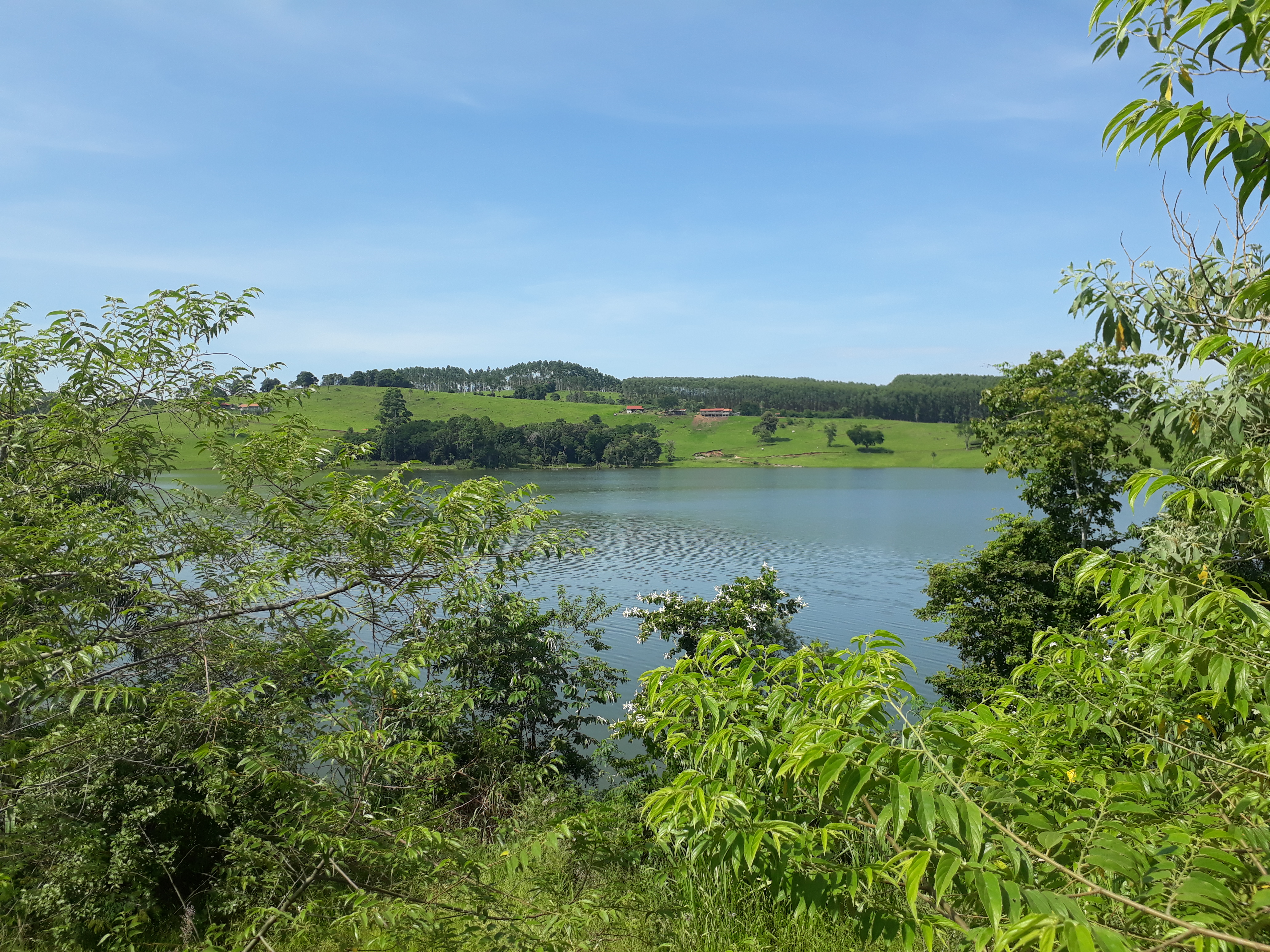
Aperçu du rio Barra Grande